# 夏観享子
夏観 享子（なつみ きょうこ、1965年1月23日 - ）は日本の実業家、元レースクイーン、元ファッションモデル。インセント代表取締役社長。本名は須賀享子。

## 人物
1990年代前半より、レースクイーンとして活動。抜群のプロポーションで人気を博した。
明石家さんま司会のバラエティー番組『恋のから騒ぎ』（日本テレビ系）に、第2期生としてモデルの肩書きで出演した。深夜ドラマ『ガールズplus1』（フジテレビ系）に出演し、ドラマ内のアイドルグループ、ガールズplus1のメンバーとして、シングルCDを発売したこともある。
芸能プロダクションインセントを設立し、モデルプロダクションイデアの代表取締役社長に就任し、結婚、出産。自らのスカウトにより、片瀬那奈、伊東美咲を発掘した。

## 出演作品

### バラエティー
- 『恋のから騒ぎ』（日本テレビ系） - 1995年度
- 『殿様のフェロモン』（フジテレビ、1993年） - 「フェロモンズ」初期メンバー

### テレビドラマ
- 『ガールズplus1』（1996年4月22日～9月30日 フジテレビ系） - レイナ役
- 『スチュワーデス刑事』（1997年1月10日 フジテレビ系）